# Eanus costalis
Eanus costalis är en skalbaggsart som först beskrevs av Gustaf von Paykull 1800.  Eanus costalis ingår i släktet Eanus, och familjen knäppare. Arten är reproducerande i Sverige.